# Tietze-Syndrom
Beim Tietze-Syndrom, Chondroosteopathia costalis, Morbus Tietze, handelt es sich um eine seltene und druckschmerzhafte Schwellung unbekannter Ursache, die meist im Bereich des Brustbeinansatzes der 2. oder 3. Rippe auftritt und binnen Monaten wieder ausheilt. Es gibt keine Anzeichen für eine Entzündung.
Erstbeschreiber war Alexander Tietze (1864–1927) mit seiner 1921 erschienenen Arbeit „Über eine eigenartige Häufung von Fällen mit Dystrophie der Rippenknorpel“ in der Berliner Klinischen Wochenschrift.
Das Syndrom ist nicht zu verwechseln mit dem Tietz-Syndrom, eines Albinismus mit Taubheit.

## Häufigkeit
Ein Auftreten bei Kindern ist möglich. Die sechs von Gill geschilderten Fälle in Sambia waren zwischen 23 und 38 Jahre alt. Eine Häufung im höheren Alter ohne Betonung von Geschlechtsunterschieden wird in der Literatur immer wieder angegeben. Zu berücksichtigen ist hierbei, dass besonders Personen in jenem Alter, in dem eine koronare Herzkrankheit wahrscheinlicher und eine entsprechende Beunruhigung verständlicher ist, häufiger sorgfältig abgeklärt werden und das Tietze-Syndrom erst dann eine wissenschaftliche Beachtung erhält.
Betroffene werden im niedergelassenen Bereich oder der Notfallambulanz eines Krankenhauses vorstellig, weil sie eine  kardiale Ursache ihrer Beschwerden befürchten. Immerhin wird angenommen, dass sich bis zu 30 % aller Notaufnahmen aufgrund von Brustschmerzen auf „muskuloskelettale Thoraxschmerzen“ oder „Thoraxwandschmerzen“ zurückführen lassen. Die Prävalenz des Tietze-Syndroms selbst ist zu niedrig, um hier genauere Angaben machen zu können.

## Diagnose
Abzugrenzen ist das Tietze-Syndrom von weniger genau bestimmten anderen muskuloskelettalen Schmerzen der Thoraxwand, die als Kostochondritis bzw. kostosternales Syndrom bezeichnet werden und keine Schwellung, Rötung und Überwärmung aufweisen.
Die Abgrenzung zur Angina pectoris als Symptom einer koronaren Herzkrankheit ist demgegenüber aufgrund der Schwellung, Rötung und räumlich umschriebenen, reproduzierbaren  Druckschmerzhaftigkeit ohne Ausstrahlung einfach. In der Regel genügt hier die einfache körperliche Untersuchung und das nachfolgende Gespräch, um den Patienten zu beruhigen.
Allerdings gibt es in der medizinischen Literatur vereinzelt Fallberichte, in denen sich andere, schwerwiegende Erkrankungen wie Krebserkrankungen oder eine Tuberkulose hinter dem Bild eines „Tietze-Syndroms“ verborgen haben.

## Therapie
Gesicherte klinische Studien zur Wirksamkeit verschiedener Therapie-Optionen gibt es nicht. Die rasche Diagnose und Erklärung des Sachverhalts tragen wesentlich zur Besserung der Beschwerden bei. Entzündungshemmende Schmerzmittel (NSAR) als lokale Anwendung oder in Tablettenform sind ebenso Teil einer symptomatischen Behandlung wie die Infiltration mit einem Lokalanästhetikum wie Lidocain. Eine unbefriedigende Wirkung der NSAR und rasche Wirkung einer einzigen Infiltration wird in der medizinischen Literatur mehrfach erwähnt.
Die Prognose ist gut. Bleibende Beschwerden sind nicht zu erwarten.